# Thierry III de Frise occidentale
Pour les articles homonymes, voir Thierry III et Thierry.
Thierry III de Frise occidentale (en néerlandais : Dirk III van West-Frisia), surnommé « Thierry de Jérusalem » (en néerlandais : « Dirk van Jerusalem »), né vers 980 et mort le 27 mai 1039, est comte en Frise occidentale de 993 à 1039.
Il développe d'abord ses terres en prenant tribut des marchands descendant la Merwede et la Meuse, puis parvient à s'imposer militairement aux évêques rhénans, conférant à son comté une large indépendance, politique et commerciale, vis-à-vis du Saint-Empire romain germanique.

## Biographie

### Un modeste vassal
Le comté de Hollande porte alors un nom différent, celui de Frise Occidentale. Ce n'est qu'à la fin du XIe siècle qu'un de ses descendants s'intitule comte de Hollande. Cette région est alors très différente de ce qu'elle est actuellement, car envahie par des marais où peu de gens vivaient. Seules les zones littorales de dunes et le long des vallées fluviales sont habitées.
Thierry III, fils d'Arnould, comte en Frise occidentale, et de Luitgarde de Luxembourg, appartient à la famille des Gérulfinges qui devient ensuite la maison de Hollande, une importante famille de l'empire de l'époque. Sa mère, qui est régente de la Frise Occidentale de 993 à 1005, est belle-sœur de l'empereur Henri II.
Avant 1018, Thierry n'est qu'un petit vassal d'Henri II, mais son fief est une position stratégique. Utrecht, situé dans le delta du Rhin, est une importante cité marchande et les marchands devaient traverser les États de Thierry en suivant le Rhin et la Vecht pour rejoindre la mer du Nord. Les rois et empereurs germaniques résidaient souvent à Utrecht et à Nimègue, et certains y sont morts.
Thierry III s'applique, aussitôt que l'âge le lui permit, à augmenter ses forces en augmentant ses possessions sur les bords de la Meuse ; on le voit en lutte avec l'église d'Utrecht à laquelle il enlève plusieurs domaines. Il résout de barrer le chemin aux évêques dont les prétentions croissantes menaçaient son domaine héréditaire ; il construisit la place de Dordrecht.

### La bataille de Vlaardingen et ses conséquences
Thierry III établit sa puissance par la bataille de Vlaardingen. Pour ne pas entraver le commerce, il n'a pas le droit de percevoir des taxes et des péages de quelque manière que ce soit. Les négociants de la ville de Tiel envoient des messages alarmés à l'empereur Henri II, allié de l'évêque d'Utrecht, se plaignant des violences qui leur sont faites par les soldats du comte de Frise occidentale. L'empereur décide de mettre fin au comté de Frise et attribue ses terres à l'évêque Adalbold II d'Utrecht.
Une armée impériale, menée par le duc Goderoid, se dirigea en 1018 vers Vlaardingen, mais elle se perd dans les marécages où les hommes de Thierry manœuvraient aisément. Le duc Godefroid tombe dans les mains des vainqueurs.
Après cette victoire, l'empereur doit reconnaître à Thierry III la possession de la Frise occidentale, ainsi que le droit de percevoir des taxes sur les navires marchands. Après la mort de Thierry, l'armée impériale tente de reprendre les terres tenues par les comtes de Frise et n'y réussit que partiellement et temporairement. Thierry V, le petit-fils de Thierry III, aidé de son beau-père Robert Ier, finit la reconstitution du fief de son aïeul.
Son surnom atteste que Thierry III fait un pèlerinage en Terre sainte mais on en ignore la date.

## Famille

### Mariage et enfants
Il épouse Othélandis (993-1044), fille de Bernard Ier, margrave de Nordmarck. Ils ont :
- Thierry IV (mort en 1049), comte en Frise-Occidentale ;
- Florent Ier (1017-1061), comte en Frise-Occidentale ;
- Bertrade, mariée à Thierry, comte de Katlenbourg (mort en 1056) ;
- Suanehilde, mariée à Emmon (mort en 1078) comte de Looz.